# بورمية بونسيليه
في الهندسة، تنص بورمية بونسيليه (أو مسامية بونسليه)، على أنه كلما رُسم مضلع على مقطع مخروطي واحد بحيث يكون محيطا لمقطعًا مخروطيا آخر، فإن المضلع يكون جزء من سلسلة لا نهائية من المضلعات التي جميعها تكون محيطة ومحاطة لنفس المخروطيتين.
```
سُميت هذه النظرية على اسم المهندس والرياضي الفرنسي 
جان فيكتور بونسليه
، الذي كتب عنها عام 1822؛ ومع ذلك، تم اكتشاف الحالة المثلثية قبل ذلك بكثير، في عام 1746 من قبل ويليام تشابل.
[
2
]
```

توضيح لمسامية بونسيليه باستخدام مثلث محاط بدائرة ومحيط بدائرة أخرى

يمكن إثبات مسامية بونسليه من خلال حجة باستخدام منحنى إهليلجي، حيث تمثل نقاطه مزيجًا من خط مماس لمخروطية واحدة ونقطة تقاطع ذلك الخط مع المخروطية الآخرى[غير مفهوم].

## تعميم على الاسطح التربيعية غير المسطرة
ومن الممكن تعميم مسامية بونسيليه لتشتمل ايضا على الاسطح التربيعية غير المسطرة (ناقصي، مكافئ زائدي). مثلا اذا قمنا بانشاء عشروني وجوه منتظم وحددنا الكرة المحيطة (التي تمر بالرؤوس والمحاطة التي تلامس الاحرف، ومن ثم قمنا بتعيين نقطة باللون الاحمر) على الكرة المحيطة فانه يمكن انشائ عشروني آخر بحيث يكون محاط ومجيط بالكرتين نفسهما. 

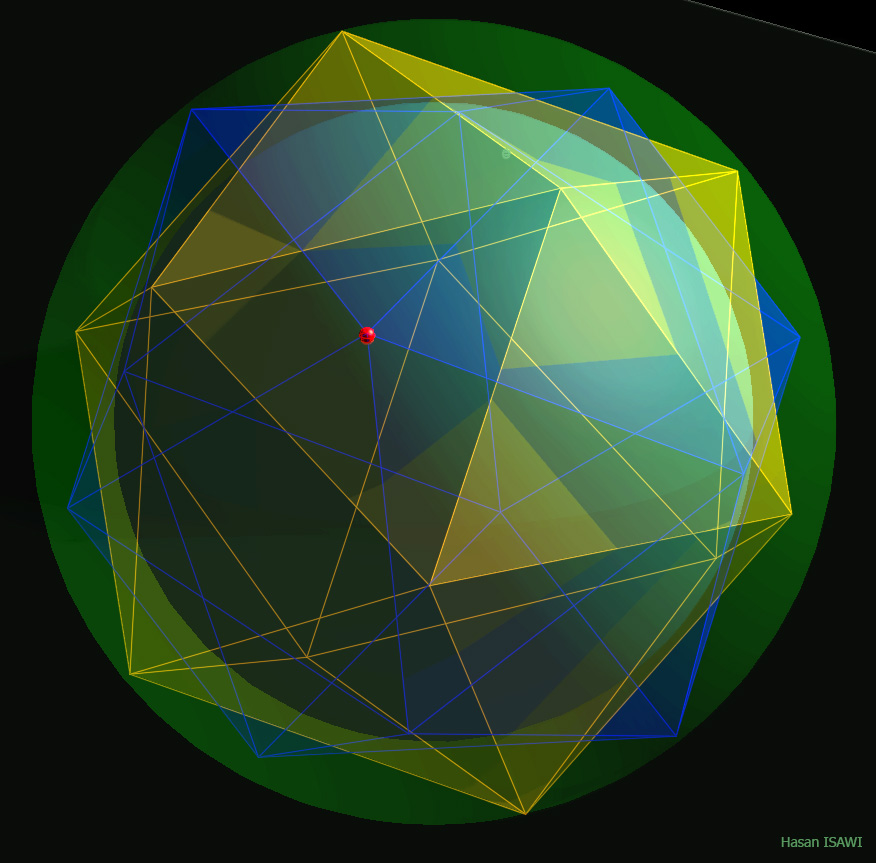
الصورة تعرض تعميمًا لمبرهنة بونسيليه. حيث يظهر عشروني وجوه محاط ومحيط بكرتين. النقطة الحمراء على الكرة الخارجية تسمح بإنشاء عشروني وجوه آخر محاط ومحيط بالكرتين نفسهما.

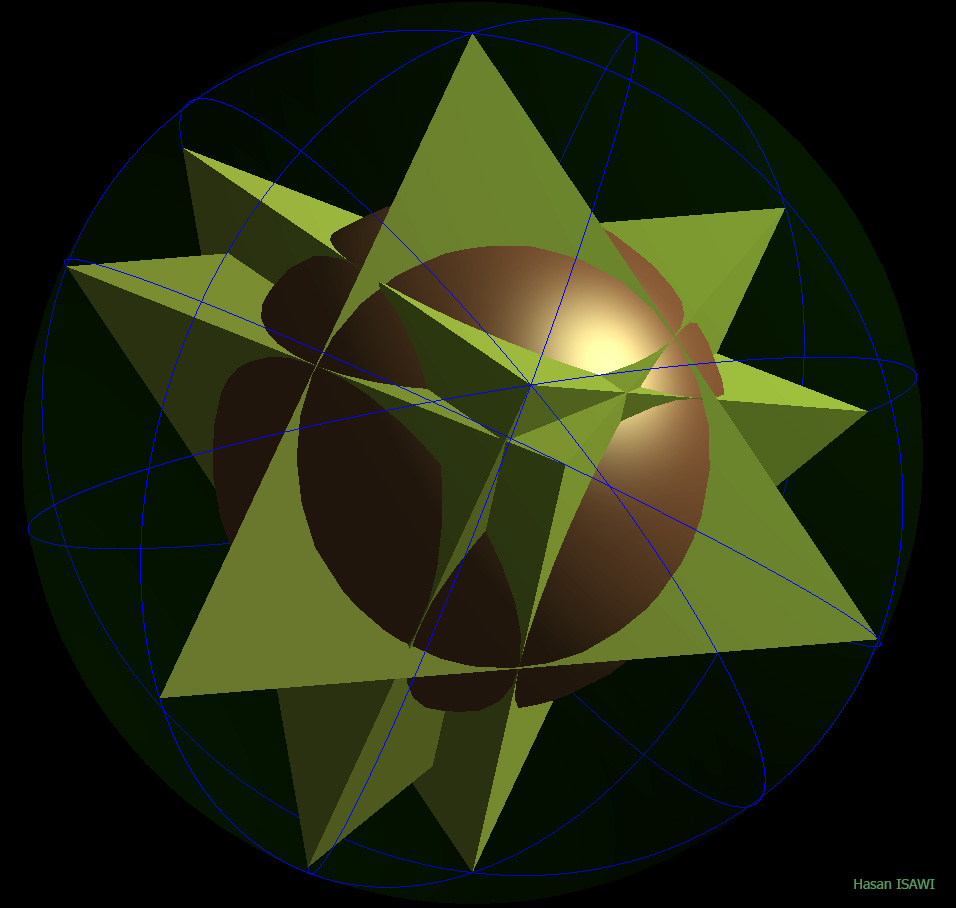
تعميم مسامية بونسيليه على رباعي الوجوه المنتظم

## معرض صور

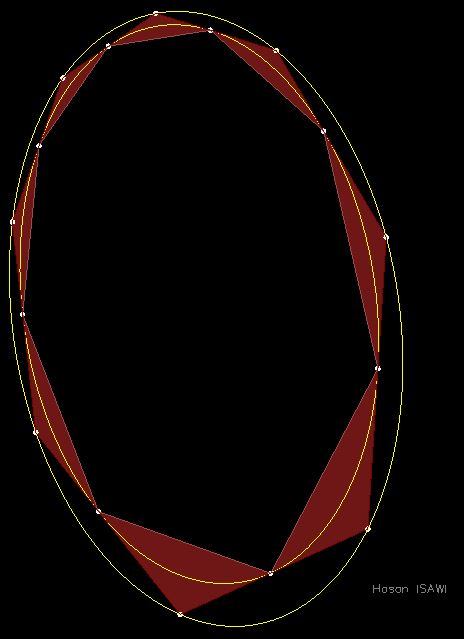
في الهندسة الوصفية، يبقى صالحًا بناء بورمية بونسليه سواء تحت الإسقاط المتوازي أو المركزي
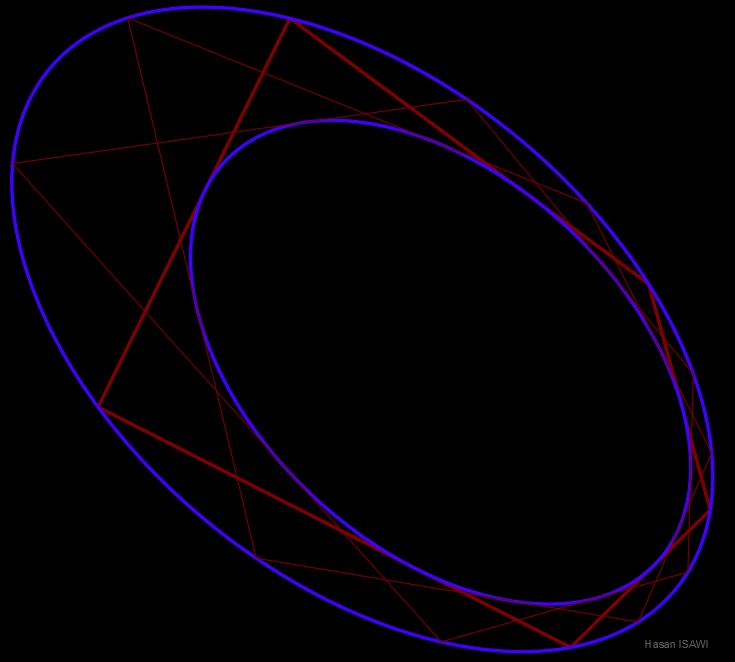
تحويلات إسقاطية لمضلع خماسي محاط ومحيط بمخروطيتين
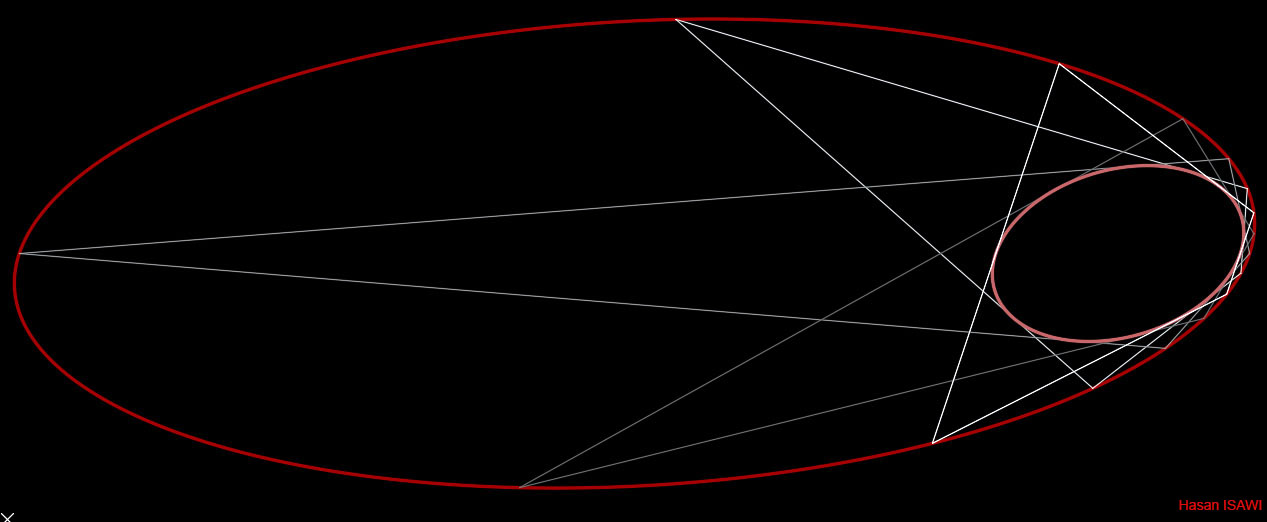
تُظهر الصورة تطبيق لمسامية بونسيليه على مخروطيتين غير متشابهتين
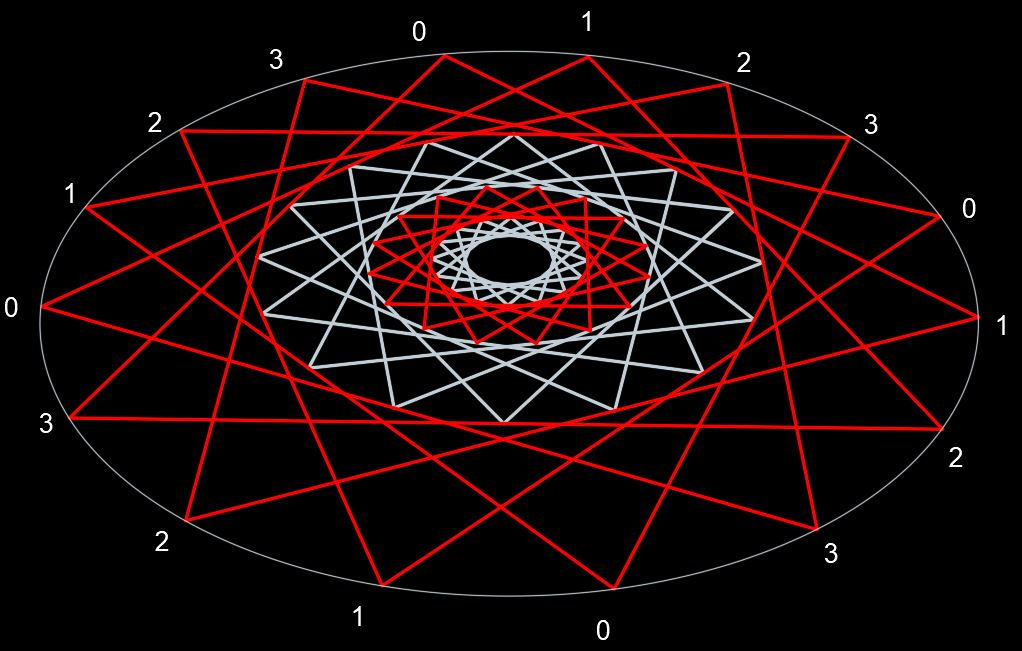
سلسلة مركزية من مبرهنة بونسليه مع مضلعات نجمية متقاطعة ذاتيا